# Christophe Impens
Pour les articles homonymes, voir Impens.
Christophe Impens est un athlète belge né le 9 décembre 1969, spécialiste du fond et du demi-fond.
Il a détenu cinq records de Belgique et remporté un total de onze titres nationaux.

## Palmarès
| Année | Compétition                    | Lieu      | Résultat | Épreuve | Performance   |
| ----- | ------------------------------ | --------- | -------- | ------- | ------------- |
| 1996  | Championnats d’Europe en salle | Stockholm | 2e       | 3000 m  | 7 min 50 s 19 |